# Kaiser-Wilhelm-Koog
Der Kaiser-Wilhelm-Koog (plattdeutsch: Kaiser-Willem-Koog und Willemskoog) ist eine Gemeinde im südlichen Kreis Dithmarschen in Schleswig-Holstein.

## Geografie

### Geografische Lage
Das Gebiet der Gemeinde Kaiser-Wilhelm-Koog erstreckt sich im Bereich des Naturraums Dithmarscher Marsch (Haupteinheit Nr. 684) unmittelbar am Wattenmeerbereich der Nordsee auf gleicher geografischer Breite östlich von der Wattfläche Nordergründe.

### Ortsteile
Zur Gemeinde gehören die Ortsteile Mühlendorf und Fischerdorf.

### Nachbargemeinden
Nachbargemeinden sind im Uhrzeigersinn im Norden beginnend die Gemeinden Friedrichskoog, Kronprinzenkoog und Neufelderkoog (alle im Kreis Dithmarschen).

## Geschichte
Die Bahnstrecke St. Michaelisdonn–Friedrichskoog ist stillgelegt und abgebaut. Hier fuhr 1967 der letzte Zug.

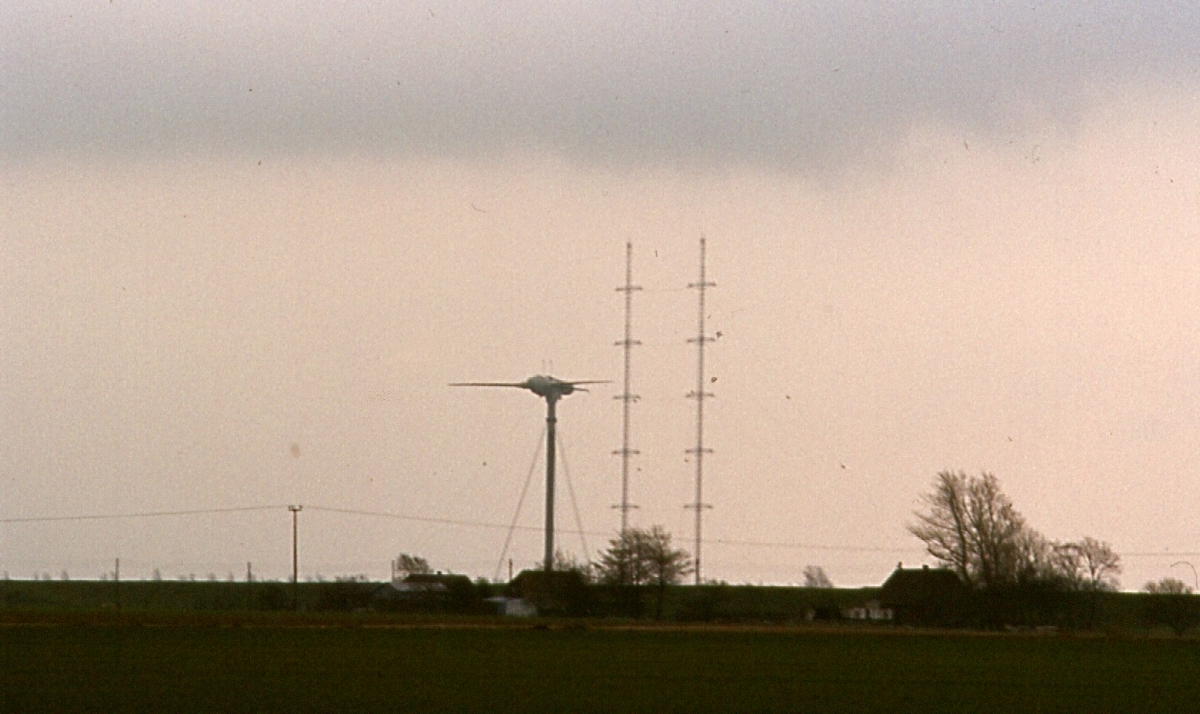
GROWIAN mit zwei Windmessmasten

Aufgrund der windreichen Lage direkt an der Nordsee wurde im Kaiser-Wilhelm-Koog am 6. Juli 1983 die damals größte Windenergieanlage der Welt, der so genannte GROWIAN, mit einer elektrischen Nennleistung von 3 Megawatt aufgebaut. Im August 1987  wurde die Anlage aufgrund technischer Probleme stillgelegt und abgebaut.
Am 24. August 1987 wurde im Kaiser-Wilhelm-Koog als Ersatz für den GROWIAN-Abbau der erste Windpark der Bundesrepublik mit seinerzeit 30 Windenergieanlagen eröffnet und in Betrieb genommen, der Windenergiepark Westküste. Die Jahresstromproduktion betrug bei Gründung 19 Mio. kWh.

## Politik

### Gemeindevertretung
Bei der Kommunalwahl am 14. Mai 2023 wurden insgesamt neun Sitze vergeben. Von diesen erhielten die Allgemeine Kommunale-Wählervereinigung Kaiser-Wilhelm-Koog, die Aktive Kommunale Wählergemeinschaft und die Freie-Wähler-Gemeinschaft Kaiser-Wilhelm-Koog jeweils drei Sitze.

### Wappen
Blasonierung: „In Blau, aus dem unteren Schildrand wachsend, ein goldenes Ährenfeld, bestehend aus zehn unbegrannten Weizenähren nebeneinander, belegt mit elf in Form des lateinischen Buchstabens W angeordneten blauen Kornblumenblüten; darüber drei 2 : 1 gestellte silberne Möwen mit goldenen Schnäbeln.“
Die Gemeinde führt seit 1899 ein eigenes Wappen, das 1983 geändert wurde, und seit 1983 auch eine eigene Flagge.

## Wirtschaft und Infrastruktur
Die Wirtschaft in der Gemeinde Kaiser-Wilhelm-Koog ist von Anbeginn der Eindeichung von der Urproduktion der Landwirtschaft geprägt. Auf dem sehr ertragreichen jungen Marschboden (Stadium: Kalkmarsch) werden überwiegend Kohl, Karotten und Zuckerrüben angebaut.
Als weitere Erwerbsquelle nutzen einige Landwirte die großen Dachflächen ihrer Wirtschaftsgebäude vielfach zur Stromproduktion mittels Photovoltaikanlage. Die Gemeinde weist pro Kopf eine der höchsten Einspeisequoten ins Netz der Schleswig-Holstein Netz auf und nimmt damit in der  Solarbundesliga einen der Spitzenplätze ein.